# Michal Kocián
Michal Kocián (* 12. listopadu 1960, Praha) je ilustrátor a autor komiksů. Kreslením komiksů se zabývá již od mládí. Od 80. let dvacátého století přispívá do komiksových časopisů. Ilustroval řadu knih určených hlavně mládeži. Ve své tvorbě se inspiruje především francouzskými výtvarníky, z domácích zdrojů je mu vzorem tvorba Káji Saudka. Spolupracuje se scenáristou a spisovatelem Václavem Šorelem, scenáristou komiksů Vlastislavem Tomanem, Zdeňkem Ležákem a Gutwirthem.

## Výběr z tvorby: komiksy, ilustrace knih, ...
- JANDEČKOVÁ Václava a KOCIÁN Michal (ilustrace). Akce Kámen. 1. vydání, Praha, nakladatelství Argo, 2022, 120 stran; EAN 9788025739464; ISBN 978-80-257-3946-4; komiks[3]

- Ležák, Zdeněk a Otčenášková, Martina; (ilustrace: Kocián, Michal). Jail City: město v zajetí. První vydání. Brno: Edika, 2017. 102 nečíslovaných stran. ISBN 978-80-266-1078-6.

- Gutwirth a Kocián, Michal. Taven Bachtale. Buďte šťastni. První vydání. Brno: Edika, 2017. 104 nečíslovaných stran. ISBN 978-80-266-1093-9.

- Ležák, Zdeněk; (ilustrace: Kocián, Michal). Tři králové. První vydání. Praha : ARGO, 2017. 108 stran (120 nečíslovaných stran) ISBN 978-80-257-2321-0. EAN: 9788025723210. Výpravný stostránkový komiks.[2]

- Šámal, Zdeněk a Šorel, Václav. Prokletí: pátrání po původu záhadného artefaktu. První vydání. V Brně: Edika, 2016. 11 stran, 50 nečíslovaných stran. ISBN 978-80-266-1030-4.

- Gutwirth. Serpens Levis. Ve smyčkách hada. První vydání. Brno: Edika, 2016. 104 nečíslovaných stran. ISBN 978-80-266-0954-4.

- Ležák, Zdeněk; (ilustrace: Kocián, Michal). Stopa legionáře 2: osudy československých legionářů. Vydání první. Praha: Argo, 2015. 121 stran. ISBN 978-80-257-1684-7 (komiks)

- Ležák, Zdeněk; (ilustrace: Kocián, Michal). Ve jménu Husa: zrození kalicha. První vydání. Brno: Edika, 2015. 152 strany. ISBN 978-80-266-0697-0.

- Šorel, Václav. Vzpoura mozků: Odysseus. Praha: XYZ, 2015. 232 stran. ISBN 978-80-7505-184-4. (viz též samostatné heslo Vzpoura mozků)

- Ležák, Zdeněk; (ilustrace: Kocián, Michal). Stopa legionáře: příběh československých legionářů: 1914-2014. Vydání první. Praha: Argo, 2014. [99] stran ISBN 978-80-257-1336-5. (komiks)

- Šorel, Václav. Generál Fajtl: unikátní pocta československému hrdinovi. Praha: XYZ, 2013. 165 stran. ISBN 978-80-7388-648-6. (viz též samostatné heslo František Fajtl)

- Seton, Ernest Thompson. Rolf zálesák: dobrodružství zálesáka Rolfa, Indiána Quonaba a psa Skúkuma. Překlad Křišťan Bém. Praha: Leprez, 1997. 254 stran. Sebrané spisy E. T. Setona; sv. 1. ISBN 80-86061-09-4.

- Hrnčíř, Svatopluk. Talisman spiklenců. Praha: Leprez, 1996. 154 stran. Knihy táborového ohně; sv. 19. ISBN 80-86061-02-7.

- Novák, Jaroslav. Ve stopách Odysseových: dobrodružná plavba chlapecké posádky po Jaderském moři. Praha: Leprez, 1996. 179 stran. Knihy táborového ohně; svazek 17. ISBN 80-901826-8-2.

- Novák, Jaroslav. Mořská hvězda: dobrodružná plavba chlapecké posádky po Jaderském moři. Praha: Leprez, 1995. 167 stran. Knihy táborového ohně; sv. 14. ISBN 80-901826-3-1

- Foglar, Jaroslav. Náš oddíl. Vydání první. Praha: Atos, 1992. 158 stran. Touha; svazek 6. ISBN 80-85435-00-4.

- Foglar, Jaroslav. Závod o modřínový srub. Praha: Atos, 1992. 83 stran. Touha. ISBN 80-85435-06-3.